# Hans Kalt
Hans Kalt (26. marts 1924 – 2. januar 2011)var en schweizisk roer som deltog i de olympiske lege 1948 i London og 1952 i Helsingfors.
Kalt vandt en sølvmedalje i roning under OL 1948 i London. Sammen med Josef Kalt kom han på en andenplads i toer personer uden styrmand efter de britiske roere Jack Wilson og Ran Laurie. 
Fire år senere, under Sommer-OL 1952 i Helsingfors vandt han sammen med Kurt Schmid en bronzemedalje i samme disciplin.
Kalt var også en dedikeret curling-spiller.

## OL-medaljer
- 1948:  Sølv i toer uden styrmand
- 1952:  Bronze i toer uden styrmand